# Валентна зона

Зонна структура арсеніду галію. Нижня зона — валентна зона

Вале́нтна зо́на — у зонній теорії твердого тіла найвища заповнена електронами зона основного стану фізичної системи.
Це континуум енергетичних рівнів із найвищою енергією в напівпровіднику (чи ізоляторі), що повністю зайнятий електронами при 0 К. Така зайнята електронами зона лежить нижче міжзонної енергетичної щілини.
У напівпровідниках валентна зона заповнена повністю, у металах до певного значення енергії, який називається рівнем Фермі. В твердих тілах вона визначає питому провідність. Розрізнення між валентною зоною та зоною провідності не має сенсу в металах, оскільки провідність виникає в одній або кількох частково заповнених зонах, які набувають властивостей як валентної зони, так і зони провідності. В неметалах між валентною зоною та зоною провідності існує заборонена зона.